# نافورة ذرية

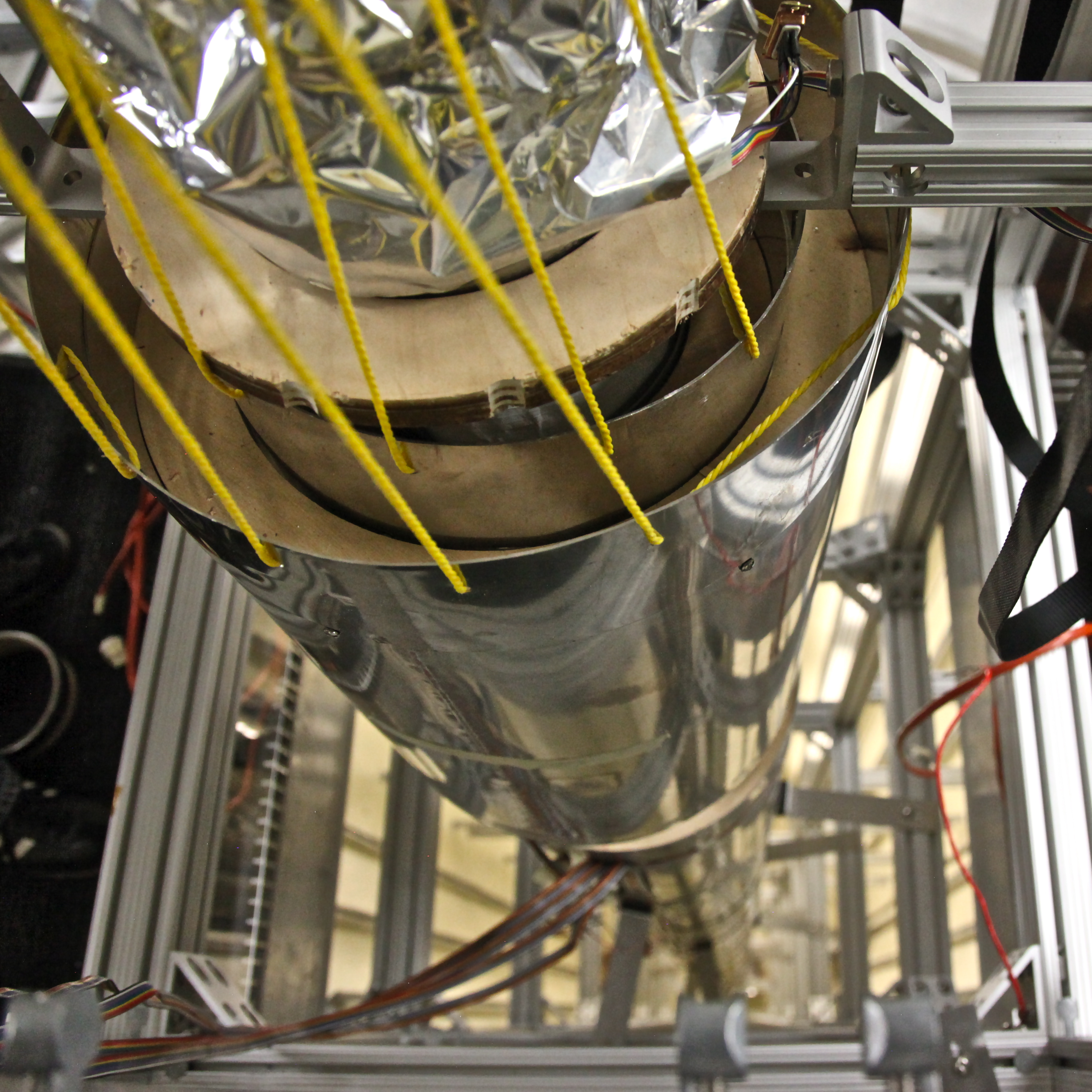

نافورة ذرية (بالإنجليزي: Atomic fountain) هي سحابة من الذرات مقذوفة لأعلى بواسطة أشعة الليزر خلال مجال الجاذبية الأرضية ذات وزن منخفض، ويمكن قياس تردد ذرة من الذرات باستخدام ساعة ذرية .

## نظرة عامة
هذه الطريقة مستوحاة من طريقة رمسي للحصول على دقة عالية في قياس الانتقالات الذرية، تعتمد هذه الطريقة على الحصول على إشارة تصحيح أو ما يسمى تغذية عودية من خلال إرسال نبضات من مهتز مايكروي نحو غمامة الذرات، إذا كان تردد الحقل مطابق تماما لتردد الانتقال الذري، فإن كل الذرات سوف تتم اثارتها، يعتمد عدد الذرات التي قد تشهد الانتقال الذري على مدى قرب تردد الحقل المرسل من تردد الانتقال الذري، وبتكرار العملية تتحسن الدقة.
ويجدر الإشارة هنا إلى أنه في حالة اختلاف تردد الحقل المرسل قليلا عن التردد المرسل لا يعني بالضرورة عدم حدوث انتقال ذري، لأن عرض التردد للنبضة المرسلة محكوم بزمنها، لا يمكن عمليا الحصول على نبضة ديراك زمنيا، لذلك فنحن محكومون بارسال نبضة خلال فترة زمنية محدودة، بمعنى أن شكلها في المجال الزمني مربع، إشارة مربعة بمعنى ادق، وتحويل فورية لها في المجال الترددي يعطي تابع كاردينال جيبي، يغطي قسم من الترددات حول تردد الانتقال مما يجعل بعض الذرات تستثار